# Nuestra Señora de América
Nuestra Señora de América es una advocación mariana, que desde 1956 se venera, a partir de una serie de mensajes recibidos por la hermana María Ephren (Mildred Neuzil), de la Virgen María en el convento de las Hermanas de la Adoración de la Preciosísima Sangre, en Ciudad Roma, Indiana, USA. La Virgen pidió que Estados Unidos se enfoque en la virtud de la pureza, habló sobre la Santísima Trinidad en la familia cristiana, con la Sagrada Familia (Jesús, María y José) como modelo a seguir por las familias estadounidenses.

## Antecedentes
En 1847 por petición de los obispos católicos de los Estados Unidos, el Papa Pío IX, nombró a la Santísima Virgen María, bajo el título de su Inmaculada Concepción, "Patrona de los Estados Unidos", especialmente en el Santuario de la Inmaculada Concepción en Washington, D.C.
En 1913 el obispo Tomás Shahan, Rector de la Universidad Católica de América presentó al Papa Pío X un plan para construir un santuario a María, adyacente a la Universidad, para lo cual el Papa colaboró con una contribución, además de dar el impulso eclesial necesario. La Gran Depresión y la Segunda Guerra Mundial retrasaron la construcción de la Iglesia hasta los años cincuenta cuando los estadounidenses católicos, animados por sus obispos, reunieron los fondos suficientes para su finalización. La misa de inauguración se llevó a cabo en 1959.

## Las apariciones y mensajes
El 22 de mayo de 1954, Jesús le dijo a sor Neuzil:
“Palomita blanca mía, si el mundo se está muriendo es porque no me deja darle vida. Yo soy la resurrección y la vida, y a menos que las almas busquen su vida en Mí, sólo encontrarán muerte y destrucción. Temen a los destructores de la vida creados por el hombre, pero la destrucción está en ellos mismos. El hombre se destruye a sí mismo por el mal que hay en sí mismo. Los instrumentos de guerra matan sólo lo que está fuera. El hombre mata el alma, que nadie más que él puede matar”. 
El 29 de mayo recibió otro mensaje, así como el 11, 12,13 y 14 de julio, de ese año.
En vísperas de la Fiesta de los 3 Mártires de América del Norte el 25 de septiembre de 1956, la Virgen se apareció durante una hora, a solas con el Santísimo quien llevaba un manto azul y una túnica blanca como Nuestra Señora de Lourdes, en la capilla de su convento, en Ciudad de Roma, Indiana y luego en Fostoria Ohio.

El 26 de septiembre de 1956, Ephren vio y escuchó a la Virgen María bajo el título de ("Our Lady of America") Nuestra Señora de América, con un lirio en la mano derecha, vestida de blanco sin adornos de ningún tipo, y el velo blanco hasta la cintura; su manto y túnica también eran de color blanco puro, y un broche de oro la mantenía unida. Llevaba una corona de oro y su corazón estaba rodeado de rosas y enviaba llamas de fuego. Dijo que había venido como respuesta al reconocimiento de Estados Unidos de su privilegio como Inmaculada Concepción, especialmente a través de su Santuario de la Inmaculada Concepción en Washington D. C.
“Soy Nuestra Señora de América, deseo que mis hijos me honren por la pureza de sus vidas”.
El 5 de octubre de 1956, Nuestra Señora inspiró a la hermana María Ephren a escribir una oración a "Nuestra Señora de América".
El 13 de octubre de 1956, la Virgen pidió que una estatua de "Nuestra Señora de América" se entronice en el santuario nacional de la Inmaculada Concepción en Washington D. C., como un lugar especial de peregrinación y protección especial para este país. Nuestra Señora prometió milagros mayores que en Lourdes y Fátima si sus hijos escuchan sus advertencias y satisfacen sus peticiones. Dijo que esto se lograría por medio de sus hijos leales, los obispos de Estados Unidos.

El 7 de octubre de 1957 fiesta del santísimo rosario Nuestra Señora se apareció de nuevo, con un rosario azul en su mano derecha y entre otros mensajes le dijo:
“Mi amada hija, lo que voy a decirte concierne de manera particular a mis hijos en América. A menos que hagan penitencia mediante la mortificación y la abnegación y así reformar sus vidas, Dios los visitará con castigos hasta ahora desconocidos para ellos.” 

## La vidente
La hermana Mildred Mary Neuzil, nació el 2 de agosto de 1916 en Brooklyn de padres austriacos. Fue bautizada en la Iglesia de la Santísima Trinidad en Montrose St., en el barrio de Williamsburg de Brooklyn. Su familia la rodeó de una pronunciada espiritualidad, la que se mudó por trabajo a Cleveland Ohio. Ingresó a la vida religiosa a los 14 años a la congregación religiosa de las Hermanas de la Preciosa Sangre en Dayton, Ohio, profesando sus primeros votos a los 17 años, en 1933.
En 1937 fue enviada a trabajar a la cancillería en Cincinnati donde conoció a Paul Leibold. Desde 1938, Sor Mildred comenzó a vivir fenómenos místicos cada vez más intensos, por lo que decidió llevar un diario para documentar sus vivencias. Su confesor habitual le advirtió de un posible exceso de imaginación. Posteriormente estuvo en Denver, Dakota del Norte y Ottawa Illinois.
Cuando la Virgen le reveló su deseo de propagar su devoción a través de una oración específica y la acuñación de una medalla, pensó en cambiar de director espiritual, por lo cual se dirigió al obispo auxiliar y vicario general de la Arquidiócesis de Cincinnati Paul F. Leibold, quien desde 1940 y hasta 1972, sería Arzobispo de Cincinnati, Ohio, y su director espiritual hasta su muerte.
La Hermana María Mildred Ephrem Neuzil, pasó los últimos veinte años de su vida, en el convento de las Hermanas Contemplativas de la Santísima Trinidad en Fostoria, Ohio, (población de 20.000 habitantes cerca las ciudades de Arcadia, Risingsun and West Millgrove, al noroeste del estado de Ohio), son desde entonces quienes cuidan y es el centro asociado directamente con la visión, y dedicado a la difusión del mensaje, en consonancia con el mandato que dio la vidente a los efectos de difundir la devoción en la forma pura y generosa que Nuestra Señora en persona. 
Antes de su fallecimiento, Sor Mildred encomendó a Sor Teresa Joseph Fuller (Patricia Ann) que se hiciese cargo de la devoción y su difusión, advirtiéndole que padecería ataques y tribulaciones de toda índole. Le dijo que debería “preservar la pureza e integridad del mensaje a toda costa y defenderlo, de ser necesario, con su propia vida”. La fundadora también legó sus bienes, derechos de autor y beneficios a su congregación.
Murió el 10 de enero del año 2000, debido a un aneurisma, a la edad de 83 años. 

## Aprobación.
El Arzobispo Leibold planteó una pregunta a la Hermana Mary Ephrem sobre la Señora de América, quien a su vez respondió que Nuestra Señora de Guadalupe es Emperatriz de todas las Américas, mientras que "Nuestra Señora de América, la Virgen Inmaculada", es la patrona de los Estados Unidos de América. Ambas devociones son completamente armoniosas. El Papa Juan Pablo II, recordó que Nuestra Señora de Guadalupe, Madre de América y Estrella de la Nueva Evangelización, une a todas las naciones de América para llevar a cabo la nueva evangelización. Nuestra Señora de América llama a los pueblos de esta nación a la nueva evangelización mediante una renovada dedicación a la pureza en el amor.
Monseñor Leibold aprobó la naturaleza sobrenatural las apariciones, autorizó la impresión de los mensajes que la Virgen le había transmitido a la religiosa, una oración específica, así como una medalla con la imagen de Nuestra Señora de América en una cara y el escudo de armas de la familia cristiana en la otra. Ésta recibió la aprobación formal en 1963 con Imprimatur. 
También recibió el respaldo a esta devoción, el 31 de mayo de 2007, por el prefecto de la Signatura Apostólica, y Arzobispo de St. Louis, Missouri, Mons. El obispo Raymond Leo Burke, después de escribirle a cada uno de los obispos de Estados Unidos y recopilar todas las aprobaciones que, de la misma, hiciera la Jerarquía Eclesiástica. A su vez los animó a hacer lo que Nuestra Señora había pedido en sus mensajes.

## El templo
El templo de estilo románico y bizantino comenzó a construirse en 1920 y se finalizó en 1959; consta de dos unidades, y sus jardines; la superior y la cripta, la superior puede albergar a más de 6,000 fieles; en los jardines hay una copia de la Estatua de la Libertad y 70 capillas y oratorios de diferentes advocaciones marianas alrededor del mundo y se encuentra en el campus de la Universidad Católica de América, en Washington D. C. En su interior se puede encontrar la última tiara utilizada en 1963 por el Papa Pablo VI.
Si bien el Santuario Nacional es el santuario el templo más grande de Estados Unidos, y una de las ocho más grandes del mundo,iniciado a construir sin una aparición previa, la revelación privada a la Hermana Mary Ephrem confirmó en gran medida la misión del Santuario Nacional. El Papa Juan Pablo II le concedió el honor de Basílica al templo construido en su honor, el 12 de octubre de 1990. 
También fue designada como el Santuario Nacional para la Oración y el Peregrinaje, por la Conferencia de los Obispos Católicos de los Estados Unidos, y renovada, por el obispo David Ricken el 11 de noviembre de 2006. El templo ha sido visitado por el papa Juan Pablo II y papa Benedicto XVI y santa Teresa de Calcuta.